# Kristián Hütter
Kristián Hütter († 22. dubna 1781 Hejnice) byl český františkán, kazatel, hudebník a hudební skladatel.
V roce 1753 působil jako varhaník a zřejmě též jako vedoucí chrámového sboru v kostele Neposkvrněného početí P. Marie při františkánském klášteře v Hostinném. Tehdy v tomto severočeském městečku zapsal zpěvník mešních písní nebo skladeb pro doprovod mší, u nichž byl pravděpodobně alespoň zčásti i sám autorem. Zpěvník zapsal do čtyř svazků: pro varhany a první a druhý sborový hlas.
V následujících letech zřejmě pobýval v jiných františkánských konventech, když byl dle řádových zvyklostí a předpisů po několika letech překládán na jiné místo. V roce 1779 však opět žil v Hostinném a sloužil jako místní klášterní představený (kvardián). Františkán Kristián Hütter zemřel 22. dubna 1781 v Hejnicích.